# Uziel Gal
Pour les articles homonymes, voir Gal.
Uziel « Uzi » Gal  (hébreu : עוזיאל "עוזי" גל, né Gotthard Glas ; 15 décembre 1923 à Weimar - 7 septembre 2002 à Philadelphie) était un concepteur d'armes à feu israélien, surtout connu comme le concepteur et l'homonyme de la mitraillette Uzi.

## Biographie

### Enfance
Gal est né à Weimar, en Allemagne, de Miele et Erich Glas (en). Son père, connu comme artiste, et qui avait été pilote et photographe aérien dans l'armée allemande durant la première guerre mondiale, était aussi collectionneur d'armes.
Au divorce de ses parents, Gal reste avec sa mère. En 1933, l'arrivée des Nazis au Troisième Reich le force à déménager au Royaume-Uni. Agé de seulement 10 ans, il se brûle la main en essayant de scier le canon d'un vieux fusil. Plus tard, en 1936, avec sa mère, ils s'installent au Kibboutz Yagur dans le mandat britannique de Palestine où s'était déjà installé son père, et c'est là que Gotthard Glas change son nom en Uziel Gal. Il vend sa collection de timbres pour s'acheter un petit pistolet. Découvert par un enseignant, son arme lui est confisquée. Il suit les cours dans le village voisin de Nesher puis suit des cours techniques à Yagur. Dès l'âge de 15 ans, il conçoit une première arme tirant automatiquement des flèches,.

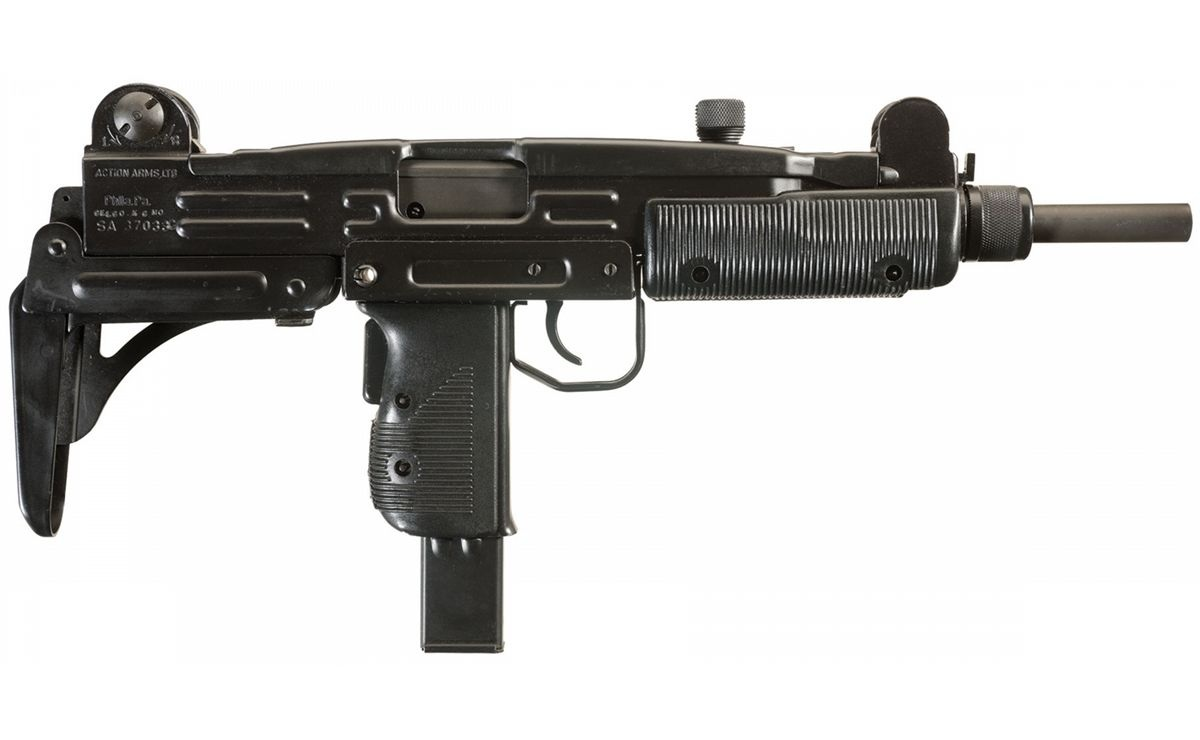
Uzi des forces armées israéliennes

### Créateur de l'Uzi
Après sa période scolaire, Gal rejoint le Palmach, force armée juive et y travaille au développement d'armes,. En 1943, il est arrêté pour port illégal d'arme et condamné à six ans de prison. Cependant, il est gracié et libéré en 1946 en effectuant moins de la moitié de sa peine. Gal profite de cette période carcérale pour étudier le génie mécanique.
Gal commence à concevoir la mitraillette Uzi peu de temps après la fondation d'Israël en mai 1948 et la Guerre israélo-arabe de 1948-1949. En 1949, il entre dans une école de formation des officiers,. Le développement de son arme continue et il convainc le commandant de l'école, Meir Amit, de le soutenir. Le groupe qui la teste est dirigé par Yitzhak Rabin. En 1951, l'arme est officiellement adoptée par les Forces de défense israéliennes et est appelé Uzi du nom de son créateur malgré son opposition qui a été rejetée. En 1955, il est décoré de Tzalash HaRamatkal et en 1958, Gal est le premier à recevoir le prix de la sécurité d'Israël, lequel lui a été remis par le Premier ministre David Ben Gourion pour son travail sur l'Uzi.

### Concepteur d'armes aux USA
Gal prend sa retraite de miliaire de Tsahal en 1975 et de l'Israeli Military Industries et l'année suivante emménage aux États-Unis. Il s'installe à Philadelphie afin que sa fille, Tamar, qui avait de graves lésions cérébrales, puisse y recevoir un traitement médical prolongé. Au début des années 1980, Gal participe à la création de la mitraillette Ruger MP9. Gal poursuit son travail de concepteur d'armes à feu aux États-Unis jusqu'à sa mort à Philadelphie d'un cancer en 2002. Son corps a été ramené à Yagur pour y être enterré.

### Vie familiale
Gal s'est marié deux fois. Sa deuxième épouse, en 1956 est Yahuva Gal. En 1961 naît leur fille Tamar qui, atteinte d'une maladie du cerveau décède à Philadelphie en 1984. son épouse Yahuva y meurt aussi en 1998. Gal a aussi un fils, Iddo, qui lui survivra,.